# Castillo Türcke
El Castillo Türcke (en italiano: Castello Türcke) es una residencia histórica de Génova en Italia.

## Historia
El palacete fue construido en el 1903 según el proyecto del arquitecto Gino Coppedè para el ingeniero suizo Giovanni Türcke.
Dos años luego a la muerte de Türcke, ocurrida en 1921, sus herederos vindieron el castillo a W. Homberger. Este extendió la propiedad comprando en el 1921 y en el 1925 unos terrenos ampliando considerablemente el tamaño del jardín que rodea la villa.

## Descripción
La villa se levanta en posición panorámica con vistas al mar.

## Enlaces externons
- Esta obra contiene una traducción  derivada de «Castello Türcke» de Wikipedia en italiano, publicada por sus editores bajo la Licencia de documentación libre de GNU y la Licencia Creative Commons Atribución-CompartirIgual 4.0 Internacional.
- Wikimedia Commons alberga una categoría multimedia sobre Castillo Türcke.

- Datos: Q103487481
- Multimedia: Castello Türcke / Q103487481